# It's a Man's Man's Man's World
«It's a Man's Man's Man's World» (traducido al español: «Es un mundo de hombres») es un sencillo del estadounidense James Brown, publicado en abril de 1966. El título de la canción es un juego de palabras de la película cómica de 1963, It's a Mad, Mad, Mad, Mad World. (El mundo está loco, loco, loco). Logró la primera ubicación en la lista de R&B y el número 8 en el Billboard Hot 100.
Es una canción del álbum It's a Man's Man's Man's World, escrita por de James Brown y Betty Jean Newsome, y producida por el propio James Brown. La canción fue incluida en la lista las 500 mejores canciones de todos los tiempos según Rolling Stone en el puesto 123.
Renombrados artistas han interpretado este tema, tales como, The Residents, Etta James, Christina Aguilera, Seal, Joss Stone, Cher, Dianna Agron en Glee y el grupo Young The Giant entre otros, pero una de las interpretaciones más memorables se realizó en un concierto humanitario, donde James Brown cantó con Luciano Pavarotti ("Pavarotti & Friends") en la ciudad italiana de Modena en 2002.